# Marcusenius angolensis
Marcusenius angolensis är en fiskart som först beskrevs av Boulenger, 1905.  Marcusenius angolensis ingår i släktet Marcusenius och familjen Mormyridae. IUCN kategoriserar arten globalt som livskraftig. Inga underarter finns listade i Catalogue of Life.